# EgyptSat–1
Az EgyptSat–1 egyiptomi földfigyelő műhold, amelyet 2007. április 17-én indítottak a Bajkonuri űrrepülőtérről egy Dnyepr hordozórakétával. Ez az első világűrbe juttatott egyiptomi űreszköz. A műholdat az ukrajnai Pivdenne tervezőiroda fejlesztette ki és a Déli Gépgyár készítette.

## Küldetés
Egyiptom területének (a környéki katonai területeknek) gazdasági, erdészeti, mezőgazdasági, halászati, vízrajzi, térképészeti vizsgálata.

## Jellemzői
A dnyipropetrovszki Pivdenne tervezőiroda fejlesztette ki, a gyártást a Déli Gépgyár végezte. Egy MSZ–2 platformra épített űreszköz, amelyet az egyiptomi Nemzeti Hatóság Távérzékelési és Space Sciences (NARSS – National Authority for Remote Sensing and Space Sciences) hatósággal közösen építettek. A képzés, a technológiák átadása, a tervezés, gyártás, összeszerelés, az integráció, tesztek, felkészülés, a bevezetése, valamint az üzemeltetés a Nemzeti Hatóság Távérzékelési és Space Sciences (NARSS – National Authority for Remote Sensing and Space Sciences) szervezettel közösen történt.
Társműholdjai: Saudisat–3, SaudiComsat–3, SaudiComsat–4, SaudiComsat–5, SaudiComsat–6, SaudiComsat–7 (mind szaúd-arábiai), CP–3, CP–4, CAPE–1, AeroCube–2, CSTB–1, MAST (mind amerikai), Libertad–1 (kolumbiai).
Megnevezései: MisrSat 1; COSPAR: 2007-012A; SATCAT kódja: 31117.
2007. április 17-én a Bajkonuri űrrepülőtérről, az LC–109/95 (LC–Launch Complex) jelű indítóállványról egy Dnyepr (806) típusú hordozórakétával juttatták alacsony Föld körüli pályára (LEO = Low-Earth Orbit). Az orbitális egység pályája 97,97 perces, 98° hajlásszögű, a geocentrikus pálya perigeuma 668 kilométer, az apogeuma 668 km volt.
Három tengelyesen stabilizált űreszköz. Formája hasáb, méterei 2,35x2,36x1,57 méter, tömege 160 kilogramm. Tervezett szolgálati idő 5 év. Műszerezettsége egy infravörös kamera. Telemetriai adó vevő egysége mellett egy nagy felbontású multispektrális képalkotó és tároló egység. Képei pankromatikus és multispektrális módon készültek. Az infravörös kamera, a felbontás 39,5 méter, átfogó szélesség 55,5 kilométer. Az űreszközhöz napelemeket rögzítettek (370 W), éjszakai (földárnyék) energia ellátását újratölthető kémiai akkumulátorok biztosították. Működési ideje alatt mintegy 5000 felvétel készült.
Az EgyptSat–1, az EgyptSat–2 és a DesertSat (indult 2017-ben) hármas egységgel kívánnak teljes képet kapni az egyiptomi (és egyéb katonailag érdekes) területekről. Az első két program érdekében mintegy 100 mérnököt, technikust képeztek ki a műhold vezérlésére és a földi állomások kezelésére.
2010. július 19-én a telemetriai egysége technikai okok miatt befejezte szolgálatát.